# Суміта

39°8′31″ пн. ш. 141°34′33″ сх. д. / 39.14194° пн. ш. 141.57583° сх. д.
Сумі́та (яп. 住田町, すみたちょう, МФА: [sumʲita t͡ɕoː]) — містечко в Японії, в повіті Кесен префектури Івате. Станом на 1 жовтня 2007 площа містечка становила 334,83 км². Станом на 1 вересня 2008 населення містечка становило 6444 осіб.